# 젠 사키

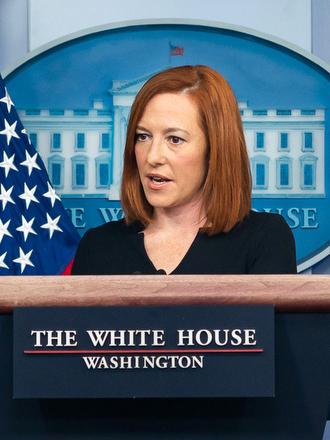

제니퍼 사키(영어: Jennifer Psaki, 1978년 12월 1일~)는 미국의 정치 고문이자 현 바이든 정부 백악관 대변인이다. 소속 정당은 민주당이다.

## 생애
젠 사키는 코네티컷주 스탬퍼드에서 그리스계, 아일랜드, 폴란드계 부부의 딸로 태어났는데, 아버지는 부동산 개발업자였고, 어머니는 심리 치료사였다. 그의 할아버지는 1904년에 그리스에서 미국으로 이주했고, 그의 할머니는 아일랜드계 미국인이다. 윌리엄 & 메리 칼리지를 졸업했으며, 대학 재학 시절에는 수영 선수로 활동한 이력을 갖고 있다.
젠 사키는 2001년에 톰 하킨 민주당 소속 아이오와주 연방 상원 의원, 톰 빌색 민주당 아이오와주지사 후보 선거 캠페인에 참여하면서 정계에 입문했고, 2004년 미국 대통령 선거에서는 존 케리 민주당 후보의 공보담당비서로 활동했다. 버락 오바마 행정부에서는 백악관 공보차관(2009년), 백악관 공보차관(2009년~2011년), 미국 국무부 대변인(2013년~2015년), 백악관 공보국장(2015년~2017년) 등을 역임했다.
젠 사키는 2017년부터 2020년까지 CNN의 정치 기고자로 활동했으며, 조 바이든 행정부에서는 백악관 대변인을 역임했다. 배우자는 그레고리 메처이며, 슬하에 자녀 한 명이 있다.